# 刘润宇
刘润宇（1978年2月—），祖籍山东省烟台市，生于福建省南平市，中华人民共和国政治人物。

## 生平
1978年2月，刘润宇出生在福建省建阳地区（今南平市）。2002年12月加入中国共产党。刘润宇曾出任三明市人事局副调研员、三明市公务员局副调研员、三明市梅列区人民政府副区长、中共三明市梅列区委常委、宣传部长。2013年8月起，刘润宇开始援疆任职，先后担任中共玛纳斯县委常委和副书记职务。
2016年6月，刘润宇出任中共将乐县委书记，2019年12月兼任县人大常委会主任。
2022年9月，刘润宇调任中共大田县委书记。

### 落马
2024年3月，刘润宇涉嫌严重违纪违法接受福建省纪委监委纪律审查和监察调查。